# Wahlenbergia pinnata
Wahlenbergia pinnata là loài thực vật có hoa trong họ Hoa chuông. Loài này được Compton miêu tả khoa học đầu tiên năm 1967.